# Niederhabscheid
Niederhabscheid ist ein Weiler der Ortsgemeinde Habscheid im Eifelkreis Bitburg-Prüm in Rheinland-Pfalz.

## Geographische Lage
Niederhabscheid liegt am nordwestlichen Ende des Hauptortes Habscheid auf einer Hochebene. Der Weiler ist mit Habscheid zusammengewachsen. Umgeben ist die Ansiedlung hauptsächlich von umfangreichen landwirtschaftlichen Nutzflächen sowie zwei kleinen Waldgebieten. Nördlich von Niederhabscheid fließt der Hollbach.

## Geschichte
Die Gegend um Niederhabscheid war schon zur Zeit der Römer besiedelt, was durch den Fund von römischen Siedlungsresten nördlich des Weilers belegt werden konnte. Die Funde wurden auf die Zeit um 100 n. Chr. datiert.
Niederhabscheid gehörte zusammen mit Oberhabscheid (heute Habscheid) zum Hof Pronsfeld im Amt Schönecken. Dieses bestand von 1384 bis zum Ende des 18. Jahrhunderts.

## Kultur und Sehenswürdigkeiten

### Wegekreuze / Bunkeranlagen
Auf der Gemarkung von Niederhabscheid befinden sich zwei Wegekreuze. Genauere Angaben hierzu liegen nicht vor.
Ebenfalls auf Niederhabscheider Gemarkung befinden sich einige Bunkeranlagen aus dem Westwall.

### Naherholung
Zum Wandern empfiehlt sich der Wanderweg 4 des Prümer Landes. Dieser führt unter anderem auch in den Weiler Niederhabscheid. Weitere Highlights am Weg sind der Eisbach und das Tal des Alfbaches. Es handelt sich um einen Rundwanderweg mit einer Länge von rund 10 km.

## Wirtschaft und Infrastruktur

### Unternehmen
Im Weiler befinden sich mehrere größere landwirtschaftliche Nutzbetriebe.

### Verkehr
Es existiert eine regelmäßige Busverbindung ab Habscheid.
Niederhabscheid ist durch eine Gemeindestraße erschlossen. Wenig östlich verläuft die Kreisstraße 108 in Richtung des Weilers Habscheider Mühle. Südlich verläuft die Landesstraße 16 durch Habscheid. Niederhabscheid liegt zudem in unmittelbarer Nähe zur Bundesautobahn 60 mit der nächstgelegenen Anschlussstelle Bleialf.